# Center Stage
Pour plus de détails, voir Fiche technique et Distribution.
Center Stage (阮玲玉, Ruan Lingyu) est un film hongkongais réalisé par Stanley Kwan, sorti le 20 février 1992.

## Synopsis
La vie de Ruan Lingyu, grande actrice du cinéma muet du Shanghaï des années 1920, que l'on surnommait la Greta Garbo chinoise.
Le film mêle scènes au présent (préproduction du film avec discussions entre Stanley Kwan, Maggie Cheung et Carina Lau + interviews de gens qui ont côtoyé Ruan Lingyu), reconstitution de la vie de Ruan avec Maggie Cheung qui l'incarne, et extraits de films avec Ruan (notamment ses deux derniers : La Divine et Femmes nouvelles).

## Fiche technique
Sauf indication contraire, les informations mentionnées dans cette section peuvent être confirmées par la base de données cinématographiques IMDb,  présente dans la section « Liens externes ».
- Titre : Center Stage
- Titre original : 阮玲玉, Ruan Lingyu
- Titre anglais : The Actress
- Réalisation : Stanley Kwan
- Scénario : Chiu Tai An-ping
- Production : Jackie Chan et Leonard Ho
- Musique : Huang Jin Chen
- Photographie : Poon Hang-sang
- Montage : Peter Cheung, Joseph Chiang et Cheung Ka-fai
- Pays d'origine : Hong Kong
- Format : Couleurs - 1,85:1 - Dolby - 35 mm
- Genre : Drame, romance
- Durée : 167 minutes
- Dates de sortie :
  - Hong Kong : 20 février 1992
  - France : 1er décembre 1999

## Distribution
- Maggie Cheung : Ruan Lingyu
- Tony Leung Ka-fai : Cai Chusheng
- Chin Han : Tang Chi-Shan
- Lawrence Ng (en) : Zhang Damin
- Carina Lau : Li Lili
- Cecilia Yip : Lim Cho Cho
- Waise Lee : Lai Man-wai
- Fu Chong : Nie Er
- Xiao Rongsheng : Wu Yonggang
- Sun Dongguang : Sun Yu
- Zheng Dali : Zheng Junli
- Hsiao Hsiang : He Aying, la mère de Ruan
- Li Lili : elle-même

Note

Deux acteurs jouent le rôle de leur vrai père : Sun Dongguang, qui est le fils du réalisateur Sun Yu, et Zheng Dali, qui est le fils de l'acteur Zheng Junli.

## Distinctions

### Récompenses
- Festival international du film de Berlin 1992 : Ours d'argent de la meilleure actrice pour Maggie Cheung.
- Hong Kong Film Awards 1993 : meilleure actrice pour Maggie Cheung, meilleure direction artistique (Lai Pan), meilleure photographie (Hang-Sang Poon), meilleure musique et meilleure chanson (Lok Sam, interprétée par Ang-Ang Wong).

### Nominations
- Hong Kong Film Awards 1993 : meilleur film, meilleure réalisation, meilleur scénario, meilleurs costumes et maquillages (Lai Pan).